# 다크니스 (2010년 영화)
《다크니스》(영어: And Soon the Darkness)는 2010년 개봉한 미스터리 공포 영화이다. 1970년에 개봉한 동명 영화의 리메이크작이다.

## 줄거리
남미를 배낭여행하던 미국 여성 스테퍼니와 엘리가 아르헨티나에서 다툰 직후 엘리가 납치된다. 엘리를 찾던 스테퍼니는 몇 달 전 이곳에서 여자친구가 실종됐다는 미국인 마이클을 마주친다.

## 출연
- 앰버 허드 - 스테퍼니 역
- 칼 어번 - 마이클 역
- 오뎃 유스트먼 - 엘리 역
- 지아 만테이니아 - 커밀라 역
- 아드리아나 바라사 - 로사마리아 역

## 기타 제작진
- 공동 제작: 앰버 허드
- 라인 제작: 베로니카 쿠라
- 보조 제작: 아우구스토 그레코
- 배역: 조애나 콜버트, 리처드 멘토
- 의상: 마리사 우루티